# Ново село (област Кюстендил)
Вижте пояснителната страница за други значения на Ново село.
Ново село е село в Западна България. То се намира в община Кюстендил, област Кюстендил.

## География
Село Ново село се намира в планински район, в областта Пиянец, в планината Осогово, в долината на река Новоселска, южно от Кюстендил, на шосето Кюстендил – с. Раково.
Селото е разпръснато, съставено от махалите: Орничане, Ресалии, Рекалийска, Шопите, Митарска, Осморидци, Ореовица, Русинска, Скаповодци, Равна бука, Таушанска, Ветренска, Дедористовци, Габерска, Янкулевска, Селото.
Климат: умерен, преходно континентален.
През годините селото принадлежи към следните административно-териториални единици: Община Слокощица (1949-1955), община Ново село (1955-1958), община Граница (1958-1961), община Жиленци (1961-1971) и Община Кюстендил (от 1971 г.). 

## Население
| Година    | 1866 | 1880 | 1900 | 1920 | 1926 | 1934 | 1946 | 1956 | 1965 | 1975 | 1985 | 2010 |
| Население | 213  | 100  | 158  | 193  | 469  | 542  | 658  | 536  | 434  | 207  | 148  | 36   |

## История
Няма запазени писмени данни за времето на възникване на селото. През 1866 г. селото има 30 домакинства и 213 жители.
В края на ХІХ век Ново село има 101 737 дка землище, от които 99 815 дка гори, 100 дка мера, 196 дка естествени ливади, 162 дка ниви и др. Основен поминък на населението са земеделие (ръж, овес, картофи), скотовъдство и дърводобив. В селото е имало 3 воденици.
Училище в селото има още отпреди Освобождението. Църквата „Света Троица“ е построена през 1882 г.
През 1919 г. е учредено Спестовно заемно дружество „Бреза“, през 1935 г. – Трудова горскопроизводителна кооперация „Черни връх“. През 1951 г. е открито читалище.
През 1958 г. се създава ТКЗС „Две реки“, което от 1979 г. е в състава на АПК „Осогово“ – Кюстендил.
Построени са кооперативни сгради, строят се нови обществени и частни сгради. Селото е водоснабдено (1960) и електрифицирано (1967). Открита е фелдшерска здравна служба.
В началото на XXI век в резултат на промените в страната след 1989 г. и засилената миграция населението намалява. Перспективите за развитие на селото са свързани с развитие на дърводобива и селския и планински туризъм.

## Исторически, културни и природни забележителности
- Енорийска църква „Света Троица“ (1882).
- Архитектурен паметник – пирамида на загиналите във войните през 1912-1913 г., 1915-1918 г. и 1944-1945 г.

## Обществени институции
- Кметско наместничество „Осогово“ (с. Ново село и с. Савойски)

## Религии
Село Ново село принадлежи в църковно-административно отношение към Софийска епархия, архиерейско наместничество Кюстендил. Населението изповядва източното православие.

## Редовни събития
В махала Орничка на селото се празнува празника Илинден с курбан, което е събитие останало от нашите деди. Събират се роднини от 20 – 30 до 100 души по сродство от махалата и празнуват.